# 아비아테카 항공
아비아테카 항공(스페인어: Aviateca)은 1945년에 설립된 항공사로 콜롬비아의 아비앙카 항공의 자회사로 허브 공항은 과테말라의 수도 과테말라 시티에 위치한 아우로라 국제공항이 있으며 본사는 과테말라 과테말라 시티에 있다.

## 보유 기종
- 2015년 2월 기준으로 아비아테카 항공은 다음과 같은 기종을 보유하고 있으며 평균 기령은 22.3년이다.[1]